# 9 Kuščarice
9 Kuščarice (mednarodno ime 9 Lacertae) je zvezda v ozvezdju Kuščarice, ki leži na severni nebesni polobli. Od nas je oddaljena približno 172 svetlobnih let stran. S prostim očesom izgleda kot šibka, bela zvezda z navidezno magnitudo 4,64. Zvezda se od Zemlje oddaljuje s hitrostjo okoli +10km/s.
Ta zvezda je v glavni veji tipa A z zvezdno klasifikacijo A9VkA7mA6. Označba nakazuje vodikove črte v zvezdi tipa A9, kalcijevo K črto zvezde tipa A7 in kovinske črte zvezde tipa A6. Stara je 513 milijon let z visoko rotacijsko hitrostjo okoli 105 km/s. Zvezda je 1,59-krat masivnejša od Sonca, ima pa 2,1-krat večji polmer kot Sonce. Ima izsev okoli 34,6 sončevih izsevov, efektivna temperatura pa dosega 7 614 K.